# Фрідріх Паулюс
Фрі́дрих Па́улюс (нім. Friedrich Wilhelm Ernst Paulus; нар. 23 вересня 1890, Гуксгаген, Гессен-Нассау — пом. 1 лютого 1957, Дрезден) — німецький воєначальник часів Третього Райху, генерал-фельдмаршал (1943) Вермахту. Кавалер Лицарського хреста Залізного хреста з Дубовим листям‎ (1943). Під час Сталінградської битви командував 6-ю армією, що була оточена та капітулювала в Сталінграді. Автор плану Барбаросса.

## Біографія

### Дитинство і юність
Фрідріх Вільгельм Ернст Паулюс народився 23 вересня 1890 в місті Брейтенау (Гессен-Нассау) в небагатій родині бухгалтера, що служив у в'язниці Касселя. У 1909 Фрідріх Паулюс після закінчення гімназії зробив спробу поступити до військово-морського училища та стати кадетом кайзерівського флоту, але отримав відмову через недостатньо високе соціальне походження. Пізніше поступив на юридичний факультет університету Марбурга, де вивчав право. Навчання однак не закінчив і через рік, в лютому 1910 року, залишив навчальний заклад й поступив на військову службу, будучи зарахований кандидатом на офіцерське звання (фанен-юнкером) в 111-й (3-й Баденський) піхотний полк «Маркграфа Людвіга Вільгельма» в місті Раштат.
15 серпня 1911 року Фрідріх Паулюс отримав звання лейтенанта. Командував взводом, потім був батальйонним ад'ютантом.
4 липня 1912 року одружився з Оленою-Констанцією Росетті-Солеску.

### Перша світова війна
Учасник Першої світової війни на Західному і Східному фронтах. На початку війни полк Паулюса воював у Франції. У 1915 році отримав звання оберлейтенанта і призначений командиром піхотної роти. В подальшому обіймав посаду полкового ад'ютанта у 2-му єгерському полку у Франції, Сербії та Македонії. У 1917 році відряджений до Генерального штабу, де став представником генштабу при штабі Альпійського корпусу. Нагороджений Залізним хрестом 2-го ступеня. Війну закінчив у чині гауптмана.

### Період між війнами
1919 після поразки Німеччини у Першій світовій війні й демобілізації кайзерівської армії залишений служити в рейхсвері. Під час служби в рейхсвері — армії Веймарської республіки займав різні штабні та командні посади. У 1919 році в лавах Добровольчого корпусу «Ост» боровся проти поляків у Сілезії, командував ротою, потім був офіцером штабу 48-ї резервної піхотної дивізії. 1920—1922 Фрідріх Паулюс полковий ад'ютант. У 1923 році закінчив курси офіцерів Генерального штабу, був зарахований до Генерального штабу і призначений у штаб 2-й армійської групи (Кассель). У 1924—1927 роках служив у штабі 5-го військового округу (Штутгарт). У 1927—1930 — командир піхотної роти. У 1930 році отримав чин майора і призначений представником Генерального штабу в 5-й піхотній дивізії. У 1934 році Паулюс призначається командиром одного з перших в німецькій армії моторизованого батальйону, сформованого при 3-ї піхотної дивізії (Берлін), і отримує чин оберстлейтенанта.

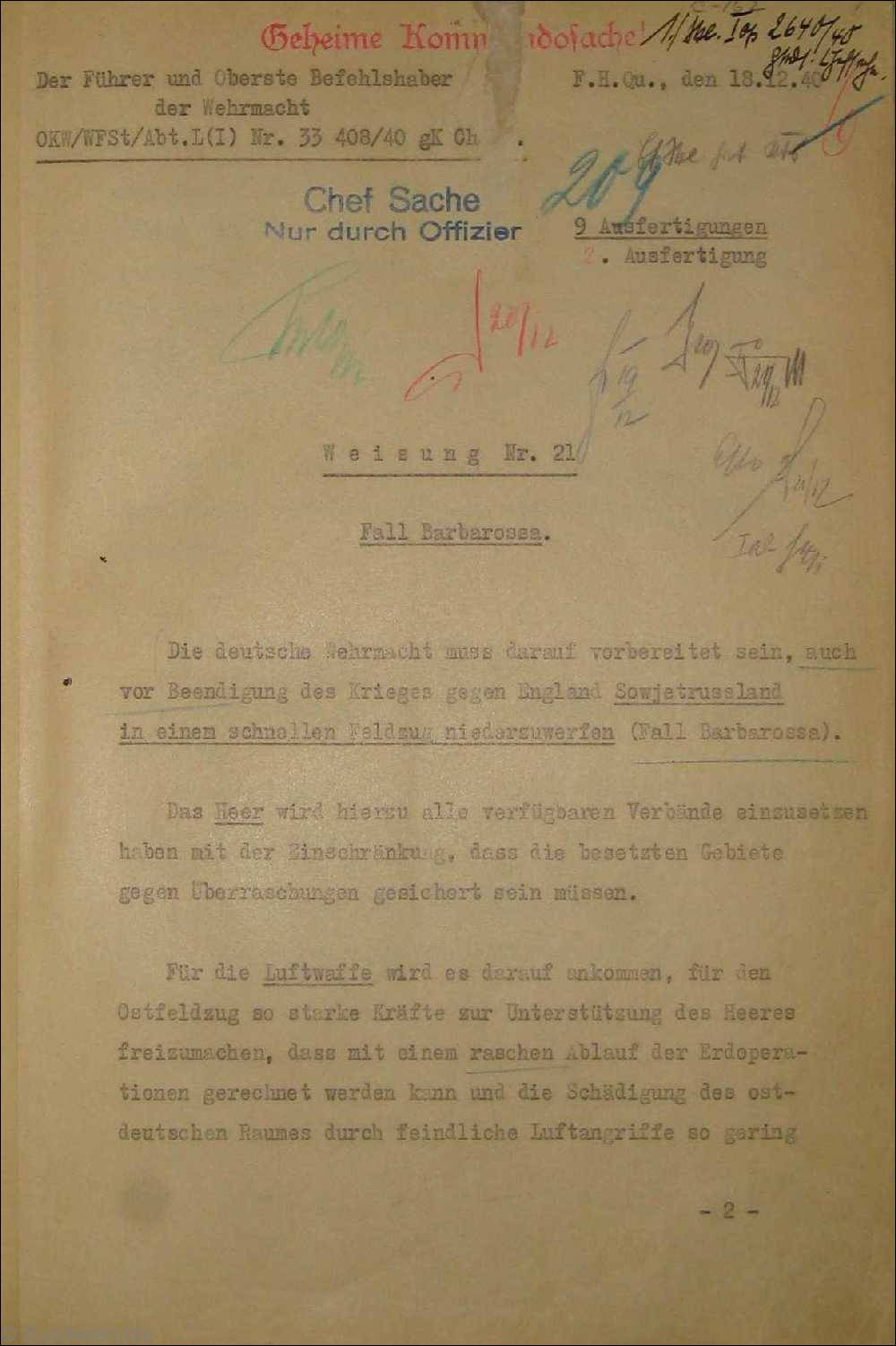
План «Барбаросса» — плід розробки генерала Ф.Паулюса

У 1935 році підвищений в оберсти і призначений начальником штабу Управління бронетанкових військ, змінивши на цій посаді оберста Г. Гудеріана. Тоді ж він привертає до себе увагу генерала В. фон Райхенау, який зіграв у подальшій долі майбутнього фельдмаршала особливу роль. Вже в 1930-х роках Паулюс заслужив репутацію великого фахівця в області моторизації військ, а також здатного генштабіста. У серпні 1938 року призначений начальником штабу 16-го армійського корпусу, до складу якого тоді увійшли всі танкові війська вермахту. Корпусом командував генерал-лейтенант Г. Гудеріан, а згодом генерал Е. Гепнер.
Брав участь в аншлюсі Австрії та окупації Судетської області; генерал-майор (січень 1939 року). З літа 1939 року начальник штабу 4-й армійської групи (Лейпциг), якою командував генерал Райхенау. У серпні 1939 року ця армійська група була перетворена на 10-ту армію, начальником штабу якої став Паулюс.

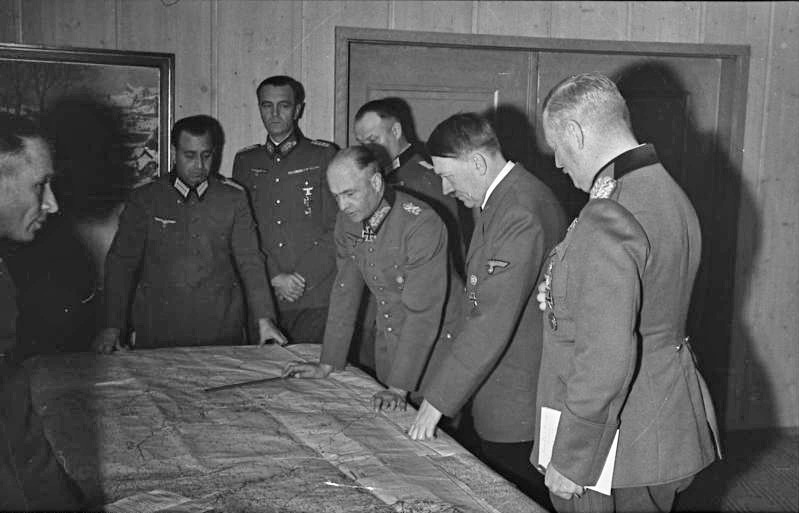
Ф.Паулюс з Гітлером та генералами Кейтелем та Браухічем у штабі групи армій «Північ». Радянський Союз. Жовтень 1941

### Друга світова війна

#### Перші кампанії

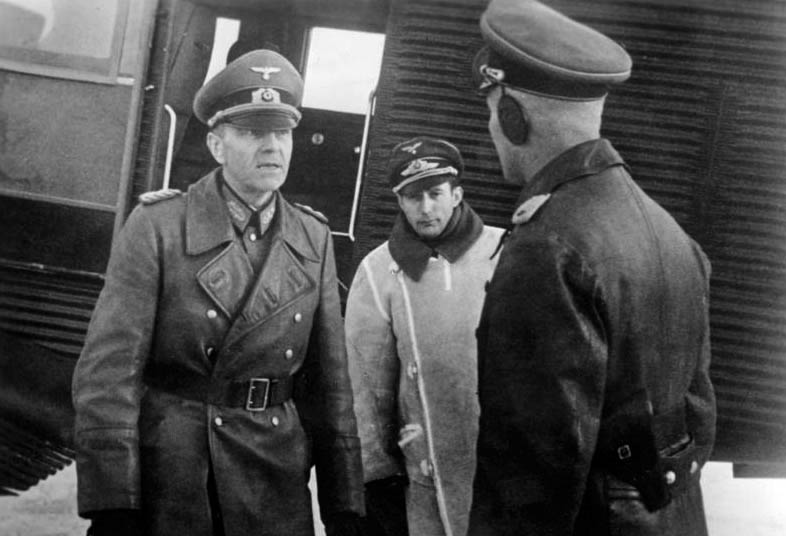
Генерал танкових військ Ф.Паулюс біля транспортного літака Junkers Ju 52. Січень 1942

На посаді начальника штабу армії генерал-майор Фрідріх Паулюс брав участь у Польській 1939 року і Французькій 1940 кампаніях. На початку військових дій 10-та армія діяла спочатку в Польщі, пізніше в Бельгії і Нідерландах. Після зміни нумерації 10-та армія стала 6-ю армією. У серпні 1940 року отримав звання генерал-лейтенанта.
За Польську кампанію Паулюс був нагороджений Залізним хрестом 1-го ступеня (1939), а за другу — зроблений генерал-лейтенантом (1940). У вересні 1940 призначений 1-м обер-квартирмейстером Генерального штабу сухопутних військ. Будучи 1-м заступником начальника Генерального штабу генерал-полковника Ф. Гальдера, Паулюс займався розробкою оперативно-стратегічних планів, у тому числі плану війни проти Радянського Союзу (план «Барбаросса»). 1 січня 1942 отримав чин генерала танкових військ.
Військова кар'єра
- 18 лютого 1910 — фанен-юнкер
- 15 серпня 1911 — лейтенант
- 1915 — оберлейтенант
- 1918 — гауптман
- 1 січня 1929 — майор
- 1 червня 1933 — оберстлейтенант
- 1 червня 1935 — оберст
- 1 січня 1939 — генерал-майор
- 1 серпня 1940 — генерал-лейтенант
- 1 січня 1942 — генерал танкових військ
- 30 листопада 1942 — генерал-полковник
- 30 січня 1943 — генерал-фельдмаршал

#### Командування 6-ю армією
За пропозицією генерал-фельдмаршала В. фон Райхенау Гітлер 5 січня 1942 року призначив Паулюса командувачем 6-ю армією, що діяла на Східному фронті, якою до цього командував сам Райхенау. Паулюс був у захваті від свого нового призначення, оскільки йому вже давно хотілося перейти на командну посаду. Вибір фюрером кандидатури Паулюса на посаду командувача армією був досить дивним, оскільки той був типовим штабним працівником і зовсім не мав досвіду командування не тільки великими військовими об'єднаннями, але навіть і полком. Весь його командний стаж полягав у командуванні піхотної ротою і моторизованим батальйоном, причому батальйоном Паулюс командував усього протягом кількох місяців, та й то в мирний час. Дивність вибору Гітлера полягала насамперед у тому, що в його розпорядженні знаходилася велика кількість досвідчених командирів корпусів, що добре зарекомендували себе в кампаніях 1939, 1940 і 1941 років. Вступивши в командування 6-ю армією 20 січня 1942, коли Райхенау вже не було в живих, Паулюс насамперед скасував його накази про співпрацю з каральними загонами СС і органами СД, а також наказ «Про комісарів».

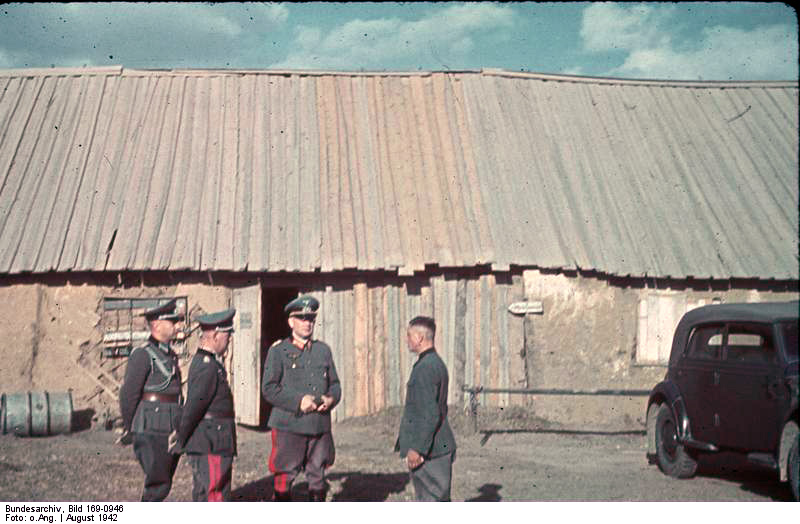
Командувач 6-ї армії генерал Ф.Паулюс з офіцерами. Район Сталінграду. Серпень 1942

Бойове хрещення в ролі командувача армією він отримав на початку 1942 в боях на річці Сіверський Донець, коли йому вдалося зупинити наступ радянських військ в районі Ізюма. Потім досить успішно діяв у Харківській битві (травень 1942 року). Відбивши потужний наступ Червоної армії, він завдав контрудар східніше від Харкова і, розвиваючи успіх в глибину, з'єднався з 1-ю танковою армією генерала Е. фон Клейста. У Харківському «котлі» опинилося велике угруповання радянських військ, що налічувало до 240 тис. осіб, понад 2 тис. танків і близько 1,3 тис. артилерійських гармат. До початку червня 1942 року оточене угруповання було знищене. У серпні 1942 за цю перемогу Паулюс був нагороджений Лицарським хрестом. Влітку 1942 року 6-та армія, що входила в групу армій «Дон», брала участь у наступі на Воронеж і вийшла до Дону південніше цього міста, а з вересня 1942 року розгорнула наступ на Сталінградському напрямку. Після поділу групи армій «Південь» на дві групи армій 6-та армія увійшла до складу групи армій «В» генерал-полковника М. фон Вейхса.
Наступ армії Паулюса на Сталінград розвивався повільно. Йому довелося долати шалений опір радянських військ. У липні-серпні 1942 року на армію чекав запекла битва на Дону в районі Калача. Вона завершилася перемогою Паулюса. Велике угруповання радянських військ (62-га А, 1-ша і 4-та ТА) зазнало поразки і було відкинуто за Дон, втративши до 50 тис. чоловік особового складу, близько 270 танків і до 600 артилерійських гармат. Форсувавши Дон, передові частини 6-ї армії 23 серпня вийшли до Волги північніше Сталінграду.
У перших числах вересня почалися бої безпосередньо за місто Сталінград, яке до того часу практично вже повністю було зруйноване німецькою авіацією. Бої в Сталінграді носили вкрай запеклий характер. До середини вересня німці заволоділи майже всім містом (вірніше, тим, що залишилося від нього), але скинути у Волгу війська радянських 62-ї і 64-ї армій, що утримували у своїх руках вузьку смужку землі на правому березі річки, незважаючи на всі зусилля, так і не спромоглися. Не зовсім вмілі та рішучі дії Паулюса в районі Сталінграду восени 1942 року викликали серйозні нарікання з боку ряду відомих німецьких генералів, які зажадали від Гітлера зняти його з посади і призначити на командування 6-ї армії іншого командувача. Проте Гітлер відмовився це зробити, поставивши Паулюсу завдання за будь-яку ціну і в найкоротший термін завершити розгром противника в районі Сталінграда. Після цього він планував призначити Паулюса начальником штабу оперативного керівництва ОКВ замість генерал-полковника А. Йодля, що опинився у фюрера в опалі.
19 листопада 1942 року Червона армія перейшла в контрнаступ під Сталінградом і вже 23 листопада 6-та армія і частина сил 4-ї танкової армії, що діяла південніше, були оточені радянськими військами в районі Сталінграда. У величезному «котлі» виявилося угруповання німецьких військ чисельністю близько 300 тис. чоловік. Паулюс відмовився від порад деяких командирів корпусів, що наполягали на організації прориву з оточення в південно-західному напрямку. Відкидаючи натяки своїх підлеглих на фельдмаршала Райхенау, який, на їхню думку, в такій обстановці вчинив саме таким би чином, незважаючи на наказ Гітлера, який забороняв прорив, Паулюс похмуро вимовив: «Я не Райхенау», і поспішив закрити нараду. Він не наважився порушити волю Гітлера, який віддав йому наказ зайняти кругову оборону і чекати допомоги ззовні, а Сталінград у жодному разі не здавати.
Варто відмітити, що Паулюс як людина недостатньо твердого характеру перебував під сильним впливом свого більш вольового начальника штабу ярого нациста генерал-майора А. Шмідта, який вперто стояв на своєму: «Ми повинні підкоритися і в жодному разі не порушувати наказ фюрера». І Паулюс був з ним повністю згоден, його не покидала впевненість, що фюрер зробить все можливе, щоб визволити 6-ту армію. 30 листопада 1942 Паулюс отримав чин генерал-полковника.
Спроба генерал-фельдмаршала Е. фон Манштейна (командувач групою армій «Дон») деблокувати 6-ту армію в грудні 1942 року закінчилася повним провалом. Ідея з «повітряним мостом», який рейхсмаршал Г. Герінга (командувача Люфтваффе), обіцяв організувати для безперебійного постачання оточеної в Сталінграді армії амуніцією, паливом і продовольством, з тріском провалилася. 6-та армія (оточенні з'єднання 4-ї танкової армії, котрі опинилися разом з нею в «котлі», були включені до її складу) була приречена, але, виконуючи наказ Гітлера «Стояти до останнього!», продовжувала безнадійну боротьбу. 8 січня 1943 ультиматум радянського командування про капітуляцію Паулюс залишив без відповіді. На повторну пропозицію капітулювати дав рішучу відмову.

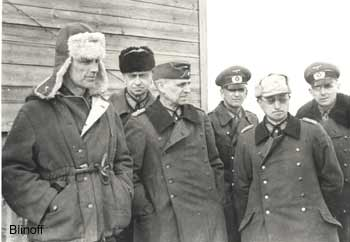
Генерал-фельдмаршал Ф.Паулюс у радянському полоні. 1943

10 січня 1943 війська радянського Донського фронту генерала К.Рокоссовського приступили до ліквідації оточеного угруповання противника. Запеклі бої тривали понад 3 тижнів і завершилися повним знищенням 6-ї армії. Запеклий опір коштував німецьким військам величезних втрат. Так, тільки за останні дні боїв до 20 тисяч покинутих німецьких поранених валялися напризволяще серед міських руїн Сталінграда. Майже всі вони загинули (в основному замерзли).
15 січня 1943 року Паулюс нагороджений дубовим листям до Лицарського хреста. 30 січня Паулюс з підвалу універмагу на Красній площі, де знаходився його штаб, радирував до ставки Гітлера:
«У річницю Вашого приходу до влади 6-та армія шле своєму фюреру найгарячіші привітання. Над Сталінградом і досі майорить прапор зі свастикою.»
30 січня 1943 року Адольф Гітлер підвищив Паулюса до вищого військового звання — генерал-фельдмаршала. У радіограмі, відправленій Гітлером Паулюсу, крім усього іншого, зазначалося, що «ще жоден німецький фельдмаршал не потрапляв у полон». Тим самим фюрер недвозначно пропонував новоспеченому фельдмаршалу покінчити життя самогубством. Однак Паулюс не послухав цієї поради фюрера: він віддав перевагу полону замість самогубства. Останнє повідомлення від нього в ставку надійшло о 7 год. 15 хв. 31 січня 1943. У ньому повідомлялося, що все скінчилося, і радіостанція знищується. Вранці 31 січня Паулюс разом зі своїм штабом здався в полон.
2 лютого 1943 року 6-та армія перестала існувати. Фрідріх Паулюс став першим полоненим фельдмаршалом в історії німецької армії. Всього у Сталінградському котлі в полон радянським військам здалися близько 91 тис. чоловік. З них через багато років повернулися до Німеччини лише 7 тис. чоловік.

### Полон
31 січня 1943 року Паулюс передав через офіцерів штабу прохання, про здачу в полон. Першими на німецьких парламентарів випадково наткнулися військовослужбовці радянської 38-ї мотострілецької бригади, старшим за посадою серед яких був старший лейтенант Федір Ільченко, заступник начальника штабу бригади.
Перебуваючи в таборі для військовополонених, Паулюс відмовився вступити до «Союзу німецьких офіцерів» та Національного комітету «Вільна Німеччина», а також брати участь у будь-якій політичній діяльності. Однак після замаху на Гітлера 20 липня 1944 року і жорстокої розправи нацистів над учасниками антиурядової змови він змінив своє рішення.
8 серпня 1944, в день страти генерал-фельдмаршала Е. фон Віцлебена та 7 інших учасників змови Паулюс виступив по радіо з антифашистським зверненням до німецької армії, закликавши її виступити проти Гітлера. Потім був ще ряд його виступів і вступ до антифашистського організації німецьких військовополонених, створені в СРСР. У листопаді 1944 року сім'я Паулюса в Німеччині була заарештована і кинута в концтабір. Там вона перебувала до кінця війни, коли була звільнена військами західних союзників. Як свідок звинувачення Паулюс виступав у Міжнародному військовому трибуналі в Нюрнберзі. Його несподівана поява там викликала велику сенсацію.

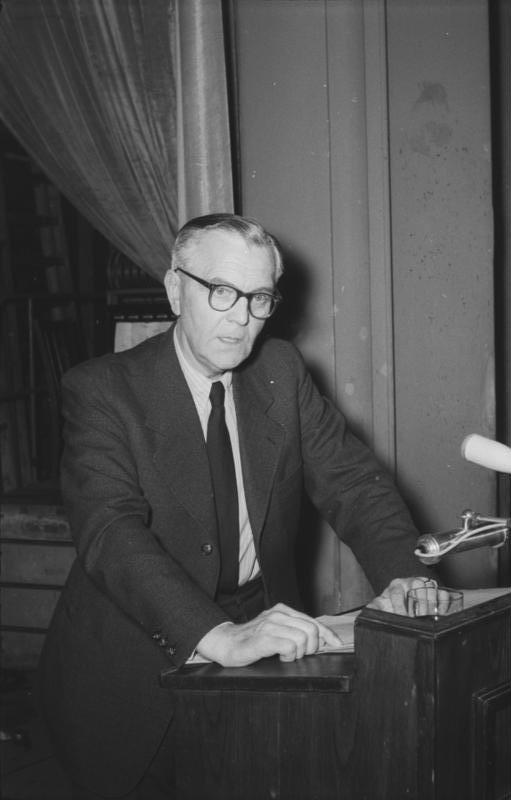
Ф.Паулюс на прес-конференції у Східному Берліні. 1954

### Післявоєнний час

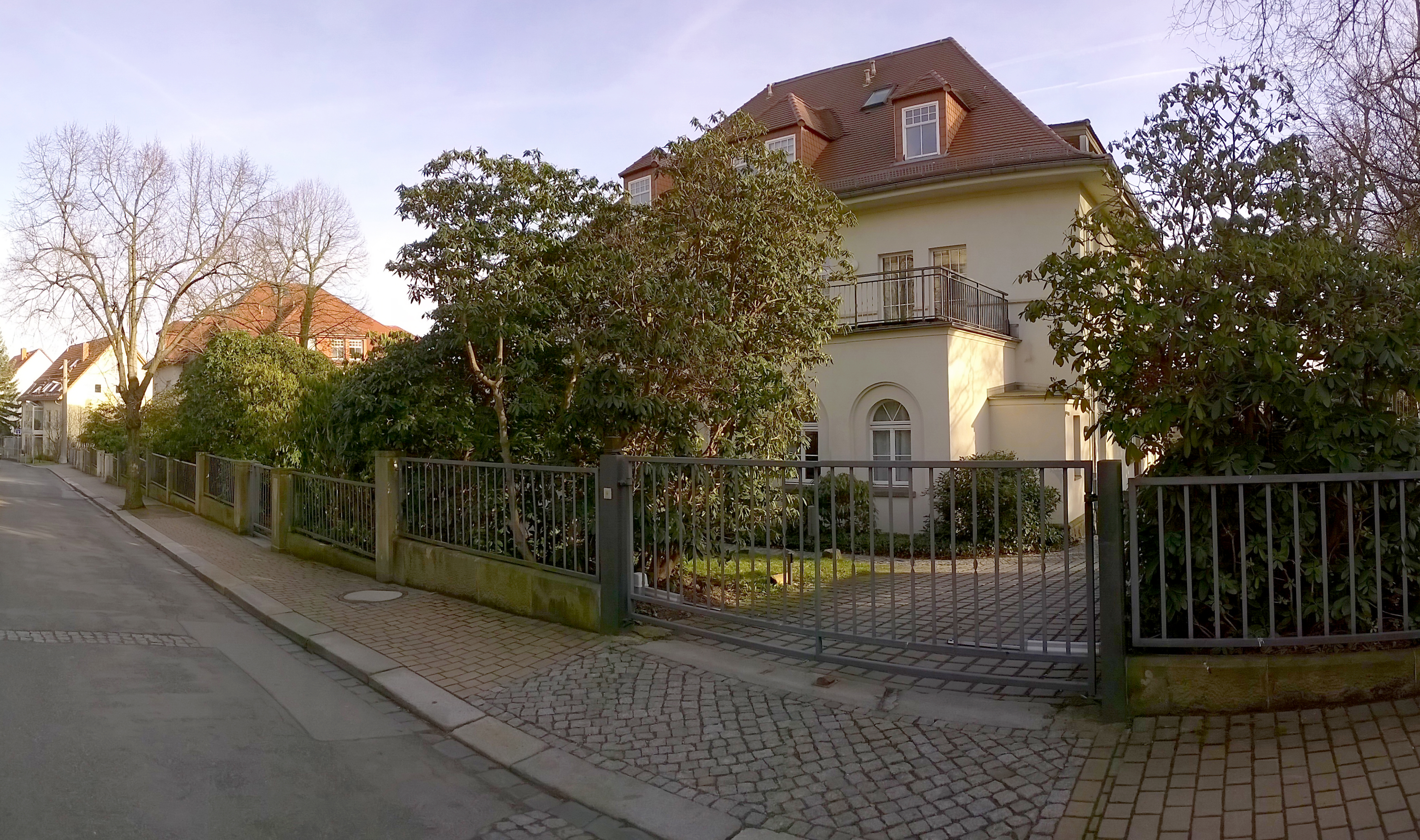
Вілла та резиденція фельдмаршала Фрідріха Вільгельма Ернста Паулюса в Дрездені в Оберлошвізі

У полоні фельдмаршал Фрідріх Паулюс провів близько 11 років. Умови його утримання в полоні були цілком пристойні, вони швидше нагадували домашній арешт. На відміну від багатьох інших німецьких генералів, засуджених в полоні за військові злочини, Паулюс засуджений не був. В останні роки перебування в полоні його здоров'я серйозно погіршилось, він часто й подовгу хворів. Радянська влада вживала необхідних заходів щодо його лікування, в тому числі проводилося його санаторно-курортне лікування.
24 жовтня 1953 року радянський уряд ухвалив рішення звільнити Паулюса і передати його владі НДР. Після звільнення Паулюс поселився в Дрездені, де і провів останні роки життя, перебуваючи на посаді начальника військово-історичного центру, де він викладацьку діяльність. Читав лекції про військове мистецтво у вищій школі казарменної народної поліції (предтеча армії НДР), виступав із доповідями про Сталінградську битву. Його дружина, румунка за національністю, померла в 1949 році в Баден-Бадені у віці 60 років. Два сини-близнюки — Ернст і Фрідріх — були офіцерами і взяли участь у Другій світовій війні. Обидва вони мали чин капітана і служили в танкових військах. 25-річний Фрідріх загинув у лютому 1944 року в Італії, а Ернст, важко поранений під час Сталінградської битви, у вересні 1942 року був комісований з армії. Заарештований через батька восени 1944 року, він до кінця війни провів у концтаборі. Після війни працював на фабриці свого тестя. Дізнавшись про рішення батька залишитися в НДР, порвав з ним. У 1970 році 52-річний Ернст Паулюс покінчив життя самогубством. Зять Паулюса барон А. фон Кутшенбах під час війни служив військовим перекладачем. Загинув на Східному фронті (у Румунії) у вересні 1944 року.

## Роль Фрідріха Паулюса в історії
Виходець з бюргерського стану (згідно з термінологією Третього рейху він вважався вихідцем з народу), Паулюс не входив до порівняно вузького і привілейованого кола прусської військової еліти, яка займала панівне становище в німецькій армії 1920-1930-х років. Все, чого він зумів домогтися у вермахті, він досяг завдяки своїм особистим заслугам і здібностям, старанному виконанню своїх службових обов'язків, і не користуючись чиєюсь протекцією.
Як і більшість кадрових офіцерів німецької армії, Паулюс перший час ставився до нацистів досить насторожено, але потім став тісно співпрацювати з ними, особливо, коли почалося його швидке просування по службі в новоствореному нацистським режимом вермахті. Поворотним моментом, що зіграв вирішальну роль у зміні ставлення Паулюса до націонал-соціалізму, стало рішення Гітлера про розгортання на базі стотисячного рейхсверу потужних німецьких збройних сил (вермахту). Це не тільки повністю відповідало його уявленням про роль і місце армії в системі державних інститутів влади, а й відкривало для нього особисту значну перспективу зробити військову кар'єру. Після тривалого животіння в рейхсвері для «вихідця з народу» з'явилася реальна можливість проявити свої здібності.
Завдяки лояльності до нацистського режиму, підкресленому відстороненню від політичних пристрастей, службовому завзяттю і високому професіоналізму Паулюсу вдалося зробити в німецькій армії блискучу кар'єру. Якщо за 15 років служби в рейхсвері він зміг просунутися лише на один ступінь (від капітана до майора), то за 8 років служби в лавах вермахту він зробив запаморочливу кар'єру, зробивши феноменальний стрибок з майорів у генерал-фельдмаршали.

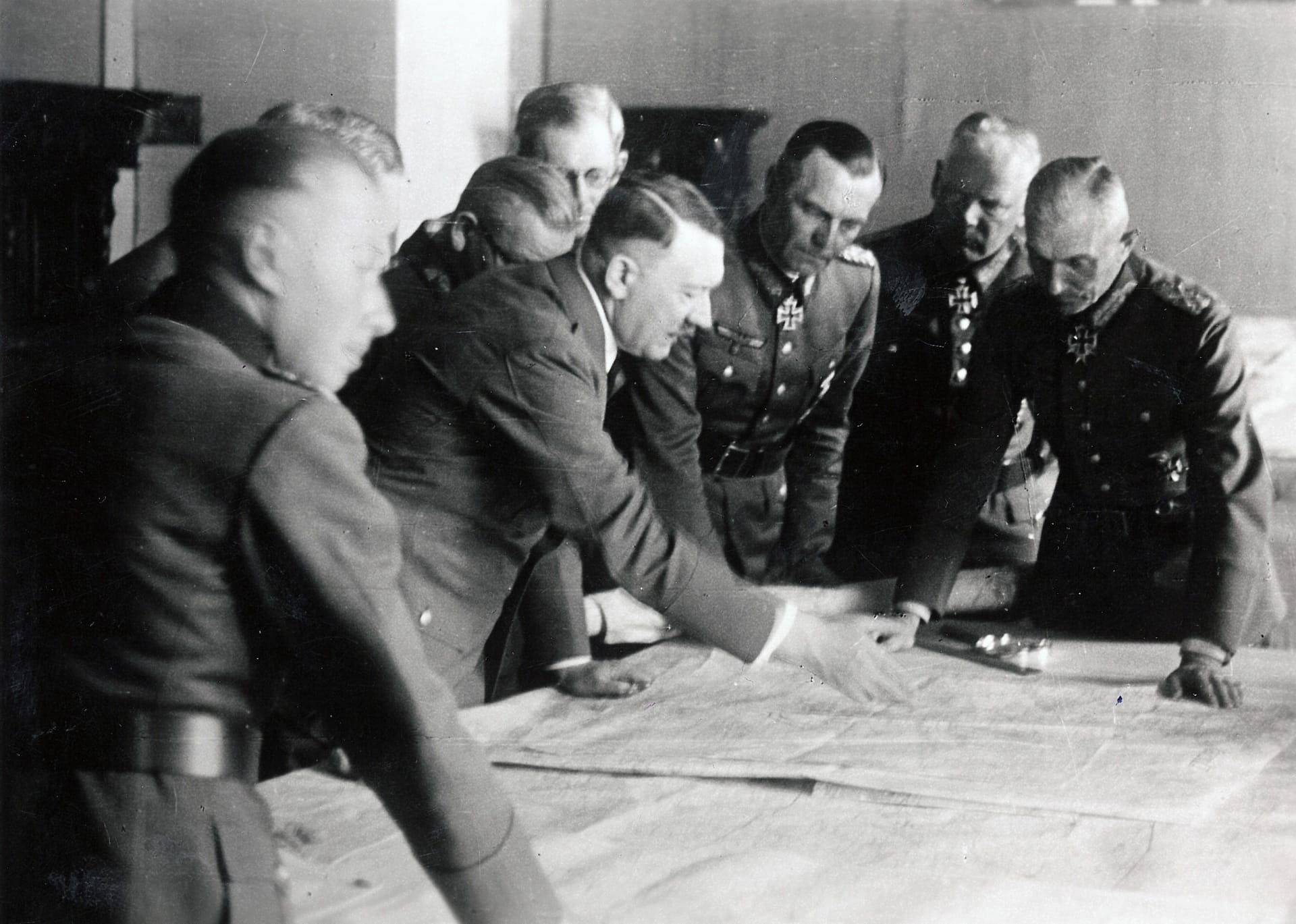
Стратегічна нарада Гітлера в штаб-квартирі групи армій «Південь» напередодні початку операції «Блау». Зліва направо: генерал-фельдмаршал Ф.фон Бок, генерал-майор А. Гойзінгер, А.Гітлер, генерал-полковник Е. фон Маккензен, генерал танкових військ Ф. Паулюс, генерал від інфантерії Г. фон Зоденштерн, генерал-полковник М. фон Вайкс. 1 червня 1942

Повільний, але вельми ґрунтовний і методичний у роботі, Паулюс якнайкраще підходив енергійному, рішучому Райхенау, з яким доля звела його ще в довоєнні роки. Райхенау терпіти не міг паперову рутину і штабну роботу, тоді як його начальник штабу Паулюс, навпаки, міг цілодобово не підніматися з-за робочого столу, наводячи уривчасті, зроблені на ходу розпорядження свого командувача в чіткі і стрункі параграфи наказів, які негайно доводилися до військ. Потім їх виконання скрупульозно контролювалося штабом армії і особисто Паулюсом. Вдало доповнюючи один одного, ці два абсолютно різних за натурою чоловіки відмінно спрацювалися, провівши разом Польську 1939 року і Французьку 1940 кампанії. Удачливий полководець Райхенау був дуже високої думки про свого начальника штабу і дуже жалкував, що під час літньо-осінньої кампанії 1941 року на Східному фронті поруч із ним не було Паулюса. Залишаючи посаду командувача 6-ю армією, Райхенау порекомендував Гітлеру призначити на звільнену посаду Паулюса. Фюрер після довгих вагань погодився. Але це було далеко не оптимальне рішення.
Грамотний, високо підготовлений, талановитий штабний працівник, який мав великий досвід роботи у великих штабах, включаючи Генеральний штаб, будучи штабістом до мозку кісток, Паулюс був професіоналом своєї справи, але, на жаль, своєму новому призначенню він жодним чином не відповідав. Справа в тому, що Паулюс зовсім не мав бойового досвіду командування великими військовими формуваннями. Крім того, йому бракувало рішучості й самостійності. Не відзначався він і великою силою волі. До того ж Паулюс увірував у непогрішність військового генія фюрера. Тільки переживши з самого початку і до кінця Сталінградську катастрофу, опинившись у полоні і заново переосмисливши всю трагедію своєї армії, як і свою особисту, Паулюс зміг відмовитися від помилкових ілюзій, в які так довго і щиро вірив, і прийшов до висновку, що був відданий і приречений на заклання найцинічнішим чином. Він зрозумів, що сам він і його армія були принесені в жертву політичним амбіціям і егоїстичній упертості настільки обожнюваного їм фюрера, вірність якому він зберігав до останньої можливості.
У його свідомості настав перелом, звалилася віра в непогрішність Гітлера, відкрилися очі на справжню сутність націонал-соціалізму, його злочинний характер. Особливо Паулюс був вражений липневою змовою 1944 офіцерів вермахту проти Гітлера, її провалом і жорстокою розправою гестапо над його учасниками, багатьох з яких він знав особисто. Виступ Паулюса 8 серпня 1944 по радіо з антигітлерівським зверненням до армії і німецькому народу було логічним наслідком переоцінки їм своїх моральних принципів і рішучого розриву з колишніми цінностями. Воно справило ефект вибуху бомби. Змовники, які здійснили 20 липня 1944 замах на Гітлера, діяли таємно, про їхню діяльність, плани і наміри ні армії, ні німецькому народу, ні світовій громадськості нічого не було відомо. Нацистська пропаганда представила їх просто «купкою відщепенців», «ворогами німецького народу» тощо. А тут німецький фельдмаршал, який бився на славу Німеччини до самого кінця в Сталінграді, безпосередньо звертається до народу Німеччини та армії з закликом повалити гітлерівський режим. Такого удару Гітлер і його оточення не очікували. До цього вся країна і армія були впевнені, що, як стверджувала нацистська пропаганда, 6-та армія загинула під Сталінградом разом зі своїм командувачем. А він ось раптом з'явився, живий і при розумі. Тут навіть доктор Геббельс опинився в повній розгубленості, чого за ним раніше ніколи не помічалося…

### Фрідріх Паулюс як військовий діяч
Як воєначальник Паулюс відзначився в Харківській битві навесні 1942 року, а також у битві, що відбулася в Малому закруті Дону влітку 1942 року. Очолювані ним війська діяли успішно і отримали в обох цих боях великі перемоги. Однак у битві під Сталінградом, незважаючи на спочатку досягнуті вражаючі успіхи, Паулюс врешті решт зазнав нищівної поразки, його армія була повністю знищена радянськими військами. Такого нещадного розгрому німецька армія не знала за всю свою тисячолітню історію. Звичайно, головним винуватцем Сталінградської катастрофи є Гітлер і його найближче оточення. Але свою частку відповідальності за неї несе і Паулюс, який, сліпо підкоряючись своєму фюреру, не виявив елементарної громадянської мужності, не кажучи вже про мужність полководця, щоб зробити все від нього залежне для порятунку ввіреній йому армії. Після того як фронт оборони румунських військ, що оборонялися на флангах 6-ї армії, впав, і радянські танкові корпуси кинулися в прорив, над армією Паулюса нависла реальна загроза оточення. Такий розвиток подій не став несподіванкою для німецького командування: ймовірність цього вже протягом кількох тижнів не виключалася в штабах групи армій «В» і 6-ї армії. Оскільки великими оперативними резервами на Сталінградському напрямку німці не володіли, то ймовірність парирування потужних ударів противника видавалася вкрай проблематичною. Тому командувач групою армій М. фон Вайкс і командувач 6-ї армії Паулюс неодноразово ставили перед Гітлером питання про відведення 6-ї армії з Сталінграда за Дон. Але фюрер заборонив їм про це навіть і думати. Коли найгірші припущення командування групи армій «В» і 6-ї армії все ж виправдалися, обстановка склалася вже патова.
Реально в ситуації вибір Паулюса був невеликий, він обмежувався двома варіантами дій. Варіант перший: на знак незгоди з абсурдним рішенням Гітлера він міг демонстративно подати у відставку і тим самим завершити свою військову кар'єру. Судячи з усього, для старого служаки такий варіант був неприйнятний. Варіант другий: заради порятунку своєї армії і свого обличчя як воєначальника він міг піти на порушення наказу Гітлера, самовільно залишити руїни Сталінграда і швидко відступити за Дон. У цьому випадку армія була б врятована, але на своїй кар'єрі воєначальника Паулюс міг би поставити хрест. За таке свавілля фюрер нещадно знімав з посад і відправляв у відставку навіть фельдмаршалів, а Паулюс в цій ще не був ще навіть і генерал-полковником. Для старого служаки, для якого наказ старшого начальника був законом, не підлягає обговоренню, такий варіант також виключався. Існував, правда, ще й третій варіант: прикинутися хворим, і умивши, таким чином, руки, залишити розсьорбувати все своєму наступнику. Але цей варіант був досить слизький. У разі його реалізації воєначальник піддавався великому ризику бути звинуваченим у щонайбанальнішому дезертирстві, і його подальша кар'єра також могла виявитися під великим питанням. Навіть за найсприятливішого результату в даному випадку репутація воєначальника була б сильно підмоченою. Паулюс не наважився скористатися жодним з цих варіантів. Він вирішив узагалі нічого не робити, надавши подіям йти своєю чергою і змирившись зі своєю долею, будучи твердо переконаний, що Гітлер виконає свою обіцянку і зробить все для того, щоб деблокувати 6-ту армію. Приклади подібного роду вже були (Дем'янске угруповання та інші). Ця віра довго не покидала Паулюса, він продовжував наполегливо чинити опір до останньої можливості, прирікаючи на безглузду загибель сотні тисяч своїх солдатів … і жорстоко прорахувався.
Високий, підтягнутий, стриманий, акуратний до педантичності, Паулюс справляв враження такого собі сухуватого службиста, не викликав особливого захоплення у підлеглих при спілкуванні з ним. Незмінною приналежністю його екіпіровки були рукавички, з якими Паулюс ніколи (навіть у літню спеку) не розлучався. Цю дивину він пояснював оточуючим тим, що терпіти не може бруду. Була йому властива й інша дивакуватість: як би не складалася обстановка, Паулюс двічі на добу обов'язково приймав ванну і переодягався. За свої примхи він удостоївся від товаришів по службі таких в'їдливих прізвиськ, як «благородний лорд» або «наш найелегантніший джентльмен». Ім'я Паулюса назавжди залишилося нерозривно пов'язаним зі Сталінградом — найбільшою і найкровопролитнішою з битв в історії людства. Саме тут, на берегах Волги, відбулася вирішальна подія Другої світової війни, яка зумовила її результат, і одним із основних її учасників був Фрідріх Паулюс.

## Цитати
- «Якщо на війну дивитися лише своїми очима, отримаємо лише любительську фотографію. Поглянувши на війну очима противника, ми отримаємо відмінний рентгенівський знімок».

## Нагороди генерал-фельдмаршала Фрідріха Паулюса
- Залізний Хрест 2-го класу  1914
- Військовий орден «За заслуги» (Баварія) IV ступеня з мечами 1915
- Залізний Хрест 1-го класу
- Лицарський хрест 2-го класу ордена Церінгенського лева з мечами (Баден)
- Хрест «За військові заслуги» (Мекленбург-Шверін) II та І ступенів
- Хрест «За заслуги у війні» (Саксен-Мейнчнген)
- Хрест «За військові заслуги» (Австро-Угорщина) III ступеня з бойовою відзнакою
- Балтійський хрест
- Почесний хрест ветерана війни за 1914-1918
- Медаль «За вислугу років у Вермахті» 4-го, 3-го, 2-го і 1-го класу (за 25 років

```
військової служби
)
```

- Медаль «У пам’ять 13 березня 1938 року»
- Медаль «В пам'ять 1 жовтня 1938» з планкою із зображенням Празького граду
- Пряжка до Залізного хреста 2-го класу (21 вересня 1939)
- Пряжка до Залізного хреста 1-го класу (24 вересня 1939)
- Лицарський хрест Залізного хреста (26 серпня 1942)
- Yагрудний знак «За поранення» в чорному
  - Лицарський хрест Залізного хреста з Дубовим листям № 178 (17 лютого 1942)
- Медаль «За зимову кампанію на Сході 1941/42»
- орден Хреста Свободи I ступеня з Дубовим листям та мечами (Фінляндія)
- Орден Залізного трилисника (Хорватія) (1 січня 1943)
- Орден Михая Хороброго (Румунія)
  - III ступеня (5 лютого 1943)
  - II ступеня (5 лютого 1943)
  - I ступеня (5 лютого 1943)
- 5 разів відмічений в доповіді Вермахтберіхт (30 травня 1942, 11 серпня 1942, 31 січня 1943, 1 лютого 1943, 3 лютого 1943)

## Відео
- Генералы Гитлера — Фридрих Паулюс (1998) — 3 / 6 [Архівовано 30 червня 2014 у Wayback Machine.]
- Friedrich Paulus — Stalingrad — Part 1 [Архівовано 24 березня 2012 у Wayback Machine.]
- Friedrich Paulus — Stalingrad — Part 2 [Архівовано 30 червня 2014 у Wayback Machine.]
- Friedrich Paulus — Stalingrad — Part 3 [Архівовано 30 червня 2014 у Wayback Machine.]
- Friedrich Paulus — Stalingrad — Part 4 [Архівовано 30 червня 2014 у Wayback Machine.]